# 哆啦A夢之歌
哆啦A夢之歌是朝日電視台版哆啦A夢動畫自1979年到2005年期間的片頭曲，也是哆啦A夢的片頭曲中最為人所知的。作詞楠部工、補作詞（Babasusumu）。作曲菊池俊輔。

## 歷史
- 大杉久美子版

演唱者為大杉久美子。自1979年4月2日到1992年10月2日止成為短篇動畫片頭曲，自1982年的『大雄的大魔境』到1988年的『大雄的平行西遊記』期間也是大長篇電影片頭曲。
- 山野智子版

山野智子演唱。自1992年10月9日到2002年9月20日是短篇動畫主題曲。自1989年大長篇電影『大雄的日本誕生』到2004年的『大雄的貓狗時空傳』期間也是大長篇電影主題曲。
- 吉川雛乃版

1998年大長篇電影『大雄的南海大冒險』片頭曲。
- 維也納少年合唱團版

2000年大長篇電影『大雄的太陽王傳說』主題曲。
- 東京布丁版

編曲為岩戶崇，演唱為組合東京布丁。自短篇動畫改用數位方式制作后成為片頭曲。使用時間是2002年10月4日到2003年4月11日。
- 渡邊美里版

編曲為金子隆博、演唱為渡邊美里。自2003年4月18日到2004年4月23日為短篇動畫片頭曲。
- AJI版

自2004年4月30日到2005年3月18日期間為主題曲。
- 女子十二樂坊版

由女子十二樂坊演奏，無人演唱。自2005年4月15日到10月21日止為水田版短篇動畫片頭曲。
- 幸運☆星版

2007年由福原香織（柊司）、遠藤綾（高良美幸），在第11話的幸運☆星動畫片尾曲。
- 星野源版

2018年创作，出現於2018年大長篇電影『大雄的金銀島』主題曲和插曲。
- 40週年版

时隔14年後在2019年4月水田版再次插放，由水田版配音演員合唱的片頭曲。

## 改編版本
此曲曾被改編成香港粵語與國語版《叮噹》（後改為《多啦A夢》）及台灣國語版《小叮噹》。

### 香港版《叮噹／多啦A夢》
香港版《叮噹》（後改為《多啦A夢》）由鄭國江填詞，有多位歌手曾經主唱，最近一次的版本 （页面存档备份，存于）由陳慧琳主唱；香港改编的国语版《多啦A夢》（陈慧琳演唱版）也在中国大陆电视动画的上海李晔配音版使用第二段。

### 台灣版《小叮噹》
台灣國語版由邱芷玲填詞，由范曉萱主唱。
作詞：邱芷玲     作曲：菊地俊輔
大家都愛小叮噹!!
如果我有仙女棒 變大變小變漂亮
還要變個都是漫畫 巧克力和玩具的家
如果我有機器貓 我要叫他小叮噹
竹蜻蜓和時光隧道 能去任何的地方
讓小孩 大人 壞人 都變成好人
（Ｈｉ 大家好 我是小叮噹）
ㄤ ㄤ ㄤ 小叮噹幫我實現 所有的願望
躺在草地上幻想 想東想西想玩耍
想到老師還有考試 一個頭就變成兩個大
好在我有小叮噹 困難時候求求他
萬能筆和時間機器 能做任何的事情
讓我的好朋友 一齊分享他
（小叮噹永遠是你們的好朋友喔！）
ㄤ ㄤ ㄤ 小叮噹幫我實現 所有的願望
如果我有仙女棒 變大變小變漂亮
還要變個都是漫畫 巧克力和玩具的家
如果我有機器貓 我要叫他小叮噹
竹蜻蜓和時光隧道 能去任何的地方
讓我的好朋友 一齊分享他
（小叮噹永遠是你們的好朋友喔！）
ㄤ ㄤ ㄤ 小叮噹幫我實現 所有的願望
ㄤ ㄤ ㄤ 小叮噹幫我實現 所有的願望

## 二次創作版本
由於此歌曲為人熟知，有人就填上惡搞新詞，2003年香港受到SARS之擾，當時特首董建華的太太董趙洪娉就以全套防毒武裝落區巡視，並呼喻長者「洗手、洗手、洗手」，有網民便以哆啦A夢原曲再為此事譜上新詞創作出懵太主题曲 （页面存档备份，存于），並在互聯網廣泛流傳。

## 其他
2016年9月3日起，作為藤子·F·不二雄博物館開業5周年紀念，该曲用作南武線登戶站3站台的发车音乐。